# Vía Colectora La Unión-T del Triunfo
La Vía Colectora La Unión-T del Triunfo (E487) es una vía secundaria ubicada en las Provincias de Guayas y Chimborazo.  Esta colectora, de trazado general oeste-este, nace en la Vía Colectora El Triunfo-Alausí (E47) cerca del área denominada la T del Triunfo ubicada al este de la localidad de El Triunfo.  En su inicio, la colectora toma rumbo nororiental bordeando la frontera interprovincial Guayas/Cañar hasta llegar a la localidad de General Elizalde (Bucay) en la frontera interprovincial Guayas/Chimborazo. En esta localidad, la Vía Colectora La Unión-T del Triunfo(E487) conecta con el término oriental de la Vía Colectora Milagro-Bucay (E488).
Una vez cruzada la frontera interprovincial Guayas/Chimborazo, la
Vía Colectora La Unión-T del Triunfo (E487) pasa por la localidad de Cumandá, en el lado la frontera perteneciente a la Provincia de Chimborazo.  A partir de Cumandá, la coletora prosigue a ascender la Cordillera Occidental de los Andes. En la cordillera, el trazado de la vía es en sentido nororiental y bordeando la frontera  Guayas/Chimborazo hasta la localidad de Pallatanga. Luego de Pallatanga, la vía asciende hacia la cresta de la cordillera para cruzarla a través de un paso ubicado a aproximadamente 3875 metros sobre el nivel del mar.  Posteriormente empieza el descenso hacia la Hoya del Chambo en el valle interandino. Dentro de la hoya la colectora continua en sentido nororiental hasta finalizar su recorrido en la Troncal de la Sierra (E35) en la localidad de Cajabamba (3200 metros sobre el nivel del mar) al suroccidente de la ciudad de Riobamba.

## Localidades destacadas
De oeste a este:
- El Triunfo, Guayas
- General Elizalde (Bucay), Guayas
- Pallatanga, Chimborazo
- Cajabamba, Chimborazo

- Datos: Q2647494